# Thermus thermophilus
Thermus thermophilus (лат.) — вид грамотрицательных бактерий, представители которого широко используются в биотехнологии как модельный организм для генной инженерии, структурной геномики и системной биологии, а также в молекулярной биологии для определения структуры таких многих важных биомолекул, таких как рибосомы или комплекс I. Эта бактерия — экстремальный термофил с оптимальной температурой для роста в 65 °C. Thermus thermophilus был впервые выделен Таиро Осимой и Кацутомо Имахори из геотермального источника в городе Изу, Япония. Позже было обнаружено, что этот организм играет важную роль в разложении органических веществ во время термогенной фазы образования компоста.
Вид подразделяют на несколько штаммов, из которых HB8 и HB27 наиболее часто используются для работы в лаборатории. Анализ генома этих штаммов был независимо сделан в 2004 году.

## Биотехнологическое использование ферментовThermus thermophilus
ДНК-полимераза rTth — рекомбинантная термостабильная ДНК-полимераза из Thermus thermophilus с температурным оптимумом 70—80 °C. Она используется при постановке некоторых видов ПЦР. В присутствии марганца фермент приобретает сильно выраженную активность обратной транскриптазы.